# Agathosma capitata
Agathosma capitata är en vinruteväxtart som beskrevs av Otto Wilhelm Sonder. Agathosma capitata ingår i släktet Agathosma och familjen vinruteväxter. Inga underarter finns listade i Catalogue of Life.